# Kisei 2017
Il Kisei 2017 è stata la 41ª edizione del torneo goistico giapponese Kisei. Il detentore Yūta Iyama ha confermato il suo titolo per la quinta edizione consecutiva, grazie a questo successo ha conquistato il diritto di fregiarsi a vita del titolo di Kisei onorario, diventando il terzo a riuscire nell'impresa dopo Hideyuki Fujisawa nel 1981 e Kōichi Kobayashi nel 1990.

## Fase preliminare
- W indica vittoria col bianco
- B indica vittoria col nero
- X indica la sconfitta
- +R indica che la partita si è conclusa per abbandono
- +N indica lo scarto dei punti a fine partita

### Lega C
La Lega C comprendeva 32 giocatori che si sono affrontati in cinque turni di gioco. Il vincitore è stato Tatsuya Shida che si è qualificato per gli ottavi di finale del torneo degli sfidanti ed è stato promosso alla Lega B dell'edizione successiva. Anche Toramaru Shibano, Rin Kanketsu, Ri Ishu, Han Zenki e Yoshiaki Imamura hanno ottenuto la promozione alla Lega B.

### Lega B-1
| Giocatore          | C.C. | T.M.  | O.M.  | A.T.  | K.S.  | K.K. | A.I. | O.R.  | Risultato | Note                                                |
| ------------------ | ---- | ----- | ----- | ----- | ----- | ---- | ---- | ----- | --------- | --------------------------------------------------- |
| Cho Chikun         | –    | W+R   | X     | W+R   | B+R   | W+R  | B+R  | W+R   | 6-1       | Qualificato al playoff per il torneo degli sfidanti |
| Tomochika Mizokami | X    | –     | W+1,5 | X     | W+R   | X    | X    | X     | 2-5       | Retrocesso alla Lega C del Kisei 2018               |
| O Meien            | W+R  | X     | –     | W+4,5 | B+0,5 | X    | X    | W+R   | 4-3       | Qualificato alla Lega B del Kisei 2018              |
| Atsushi Tsuruyama  | X    | W+4,5 | X     | –     | X     | X    | X    | B+R   | 2-5       | Retrocesso alla Lega C del Kisei 2018               |
| Kim Sujun          | X    | X     | X     | B+R   | –     | X    | B+R  | W+1,5 | 3-4       | Qualificato alla Lega B del Kisei 2018              |
| Kyo Kagen          | X    | W+R   | B+R   | W+R   | B+3,5 | –    | W+R  | B+R   | 6-1       | Promosso alla Lega A del Kisei 2018                 |
| Atsushi Ida        | X    | B+2,5 | W+0,5 | B+R   | X     | X    | –    | W+R   | 4-3       | Qualificato alla Lega B del Kisei 2018              |
| Ō Rissei           | X    | W+4,5 | X     | X     | X     | X    | X    | –     | 1-6       | Retrocesso alla Lega C del Kisei 2018               |

### Lega B-2
| Giocatore        | S.Y. | N.H. | T.S.  | T.K.  | K.I. | J.A.  | Y.Z. | C.S.  | Risultato | Note                                                |
| ---------------- | ---- | ---- | ----- | ----- | ---- | ----- | ---- | ----- | --------- | --------------------------------------------------- |
| Satoshi Yuki     | –    | B+R  | W+R   | X     | X    | B+R   | W+R  | B+0,5 | 5-2       | Qualificato al playoff per il torneo degli sfidanti |
| Naoki Hane       | X    | –    | B+R   | W+9,5 | B+R  | W+R   | X    | W+R   | 5-2       | Promosso alla Lega A del Kisei 2017                 |
| Taiki Seto       | X    | X    | –     | B+R   | X    | X     | X    | X     | 1-6       | Retrocesso alla Lega C del Kisei 2018               |
| Tetsuya Kiyonari | W+R  | X    | X     | –     | B+R  | X     | X    | X     | 2-5       | Retrocesso alla Lega C del Kisei 2018               |
| Ko Iso           | B+R  | X    | B+R   | X     | –    | B+R   | W+R  | B+R   | 5-2       | Qualificato alla Lega B del Kisei 2018              |
| Jiro Akiyama     | X    | X    | W+2,5 | B+4,5 | X    | –     | X    | W+R   | 3-4       | Qualificato alla Lega B del Kisei 2018              |
| Yu Zhengqi       | X    | W+R  | B+R   | W+R   | X    | W+5,5 | –    | B+R   | 5-2       | Qualificato alla Lega B del Kisei 2018              |
| Cho Sonjin       | X    | X    | W+1,5 | B+R   | X    | X     | X    | –     | 2-5       | Retrocesso alla Lega C del Kisei 2018               |

### Lega A
| Giocatore         | H.Y. | S.K.  | C.R.  | C.U.  | K.Y.  | S.A.  | R.S.  | S.Y. | Risultato | Note                                                      |
| ----------------- | ---- | ----- | ----- | ----- | ----- | ----- | ----- | ---- | --------- | --------------------------------------------------------- |
| Hiroshi Yamashiro | –    | W+2,5 | X     | X     | B+R   | W+6,5 | X     | X    | 3-4       | Retrocesso alla Lega B del Kisei 2018                     |
| Satoru Kobayashi  | X    | –     | W+R   | X     | X     | X     | W+2,5 | X    | 2-5       | Retrocesso alla Lega B del Kisei 2018                     |
| Cho Riyu          | W+R  | X     | –     | X     | X     | X     | X     | X    | 1-6       | Retrocesso alla Lega B del Kisei 2018                     |
| Cho U             | B+R  | W+R   | B+R   | –     | W+R   | B+R   | X     | B+R  | '6-1      | Qualificato ai quarti di finale del torneo degli sfidanti |
| Kimio Yamada      | X    | B+R   | W+R   | X     | –     | X     | X     | X    | 2-5       | Retrocesso alla Lega B del Kisei 2018                     |
| Shuzo Awaji       | X    | W+5,5 | B+R   | X     | B+R   | –     | W+R   | X    | 4-3       | Qualificato alla Lega S del Kisei 2018                    |
| Ryu Shikun        | W+R  | X     | W+4,5 | B+1,5 | W+2,5 | X     | –     | X    | 4-3       | Qualificato alla Lega S del Kisei 2018                    |
| So Yokoku         | B+R  | W+R   | B+R   | X     | B+R   | W+R   | B+0,5 | –    | 6-1       | Promosso alla Lega S del Kisei 2018                       |

### Lega S
| Giocatore        | K.Y.  | D.M. | N.Y.  | S.T.  | R.K. | R.I. | Risultato | Note                                                  |
| ---------------- | ----- | ---- | ----- | ----- | ---- | ---- | --------- | ----------------------------------------------------- |
| Keigo Yamashita  | –     | X    | W+1,5 | B+R   | X    | B+R  | 3-2       | Qualificato alla semifinale del torneo degli sfidanti |
| Daisuke Murakawa | W+2,5 | –    | B+R   | X     | X    | W+R  | 3-2       | Qualificato alla Lega S del Kisei 2018                |
| Norimoto Yoda    | X     | X    | –     | B+0,5 | X    | X    | 1-4       | Retrocesso alla Lega A del Kisei 2018                 |
| Shinji Takao     | X     | B+R  | X     | –     | X    | X    | 1-4       | Retrocesso alla Lega A del Kisei 2018                 |
| Rin Kono         | B+R   | W+R  | B+R   | W+R   | –    | X    | 4-1       | Qualificato alla finale del torneo degli sfidanti     |
| Ryo Ichiriki     | X     | X    | W+4,5 | B+R   | W+R  | –    | 3-2       | Qualificato alla Lega S del Kisei 2018                |

## Fase finale

### Playoff Lega B1 e B2
I due vincitori dei gruppi B1 e B2 si sono sfidati il 19 settembre 2016. 

### Torneo degli sfidanti
- Tatsuya Shida ha ottenuto la qualificazione agli ottavi di finale in quanto vincitore della Lega C
- Satoshi Yuki ha ottenuto la qualificazione agli ottavi di finale in quanto vincitore dello spareggio tra i primi classificati della Lega B1 e B2 contro Cho Chikun.
- Cho U ha ottenuto la qualificazione diretta ai quarti di finale in quanto vincitore della Lega A
- Keigo Yamashita ha ottenuto la qualificazione diretta alle semifinali in quanto secondo classificato della Lega S
- Rin Kono ha ottenuto la qualificazione diretta alla finale in quanto vincitore della Lega S

|  | Primo turno   | Primo turno   | Primo turno |  |  | Secondo turno | Secondo turno   | Secondo turno   |   |       | Semifinali | Semifinali | Semifinali |  |  | Finale | Finale | Finale |
|  |               |               |             |  |  |               |                 |                 |   |       |            |            |            |  |  |        |        |        |
|  | Tatsuya Shida | Tatsuya Shida | 0           |  |  |               |                 |                 |   |       |            |            |            |  |  |        |        |        |
|  | Satoshi Yuki  | Satoshi Yuki  | 1           |  |  | Satoshi Yuki  | Satoshi Yuki    | 0               |   |       |            |            |            |  |  |        |        |        |
|  |               |               |             |  |  | Cho U         | Cho U           | 1               |   |       |            |            |            |  |  |        |        |        |
|  |               |               |             |  |  |               |                 |                 |   | Cho U | Cho U      | 1          |            |  |  |        |        |        |
|  |               |               |             |  |  |               | Keigo Yamashita | Keigo Yamashita | 0 |       |            |            |            |  |  |        |        |        |
|  |               |               |             |  |  |               |                 |                 |   |       |            |            |            |  |  |        |        |        |
|  |               |               |             |  |  |               |                 |                 |   |       |            |            |            |  |  |        |        |        |
|  |               |               |             |  |  |               |                 |                 |   |       | Cho U      | Cho U      | 0          |  |  |        |        |        |
|  |               |               |             |  |  |               | Rin Kono        | Rin Kono        | 1 |       |            |            |            |  |  |        |        |        |
|  |               |               |             |  |  |               |                 |                 |   |       |            |            |            |  |  |        |        |        |
|  |               |               |             |  |  |               |                 |                 |   |       |            |            |            |  |  |        |        |        |
|  |               |               |             |  |  |               |                 |                 |   |       |            |            |            |  |  |        |        |        |
|  |               |               |             |  |  |               |                 |                 |   |       |            |            |            |  |  |        |        |        |
|  |               |               |             |  |  |               |                 |                 |   |       |            |            |            |  |  |        |        |        |
|  |               |               |             |  |  |               |                 |                 |   |       |            |            |            |  |  |        |        |        |
|  |               |               |             |  |  |               |                 |                 |   |       |            |            |            |  |  |        |        |        |

## Finale
La finale è stata una sfida al meglio delle sette partite, iniziata il 14 gennaio 2017 e conclusasi il 10 marzo. L'ultima partita non è stata disputata poiché Yūta Iyama ha ottenuto la quarta vittoria alla sesta partita. 